# أنتوني باس
أنتوني باس (بالإنجليزية: Anthony Bass) هو لاعب كرة قدم أمريكية أمريكي، ولد في 27 مارس 1975 في سانت ألبانز في الولايات المتحدة.

## وصلات خارجية
- أنتوني باس على موقع مرجع كرة القدم المحترفة.كوم (الإنجليزية)
- أنتوني باس على موقع JustSportsStats.com (الإنجليزية)